# Peter Perlmann
Hans Peter Perlmann, född 18 mars 1919 i Tjeckoslovakien, död 19 april 2005 i Stockholms domkyrkoförsamling, Stockholm, var en svensk biolog av sudettysk härkomst verksam som professor i immunologi vid Stockholms universitet. Han är en av upphovsmännen bakom den revolutionerande analysmetoden ELISA.

## Biografi
Perlmann föddes i Sudetenland i Tjeckoslovakien. På grund av sin judiska bakgrund tvingades han under början av det andra världskriget att fly eftersom Sudentenland kom att invaderas av Nazityskland. Perlmann hamnade i Sverige och studerade biologi vid Lunds universitet, samt kemi vid Stockholms högskola. Han blev filosofie kandidat 1948, filosofie licentiat 1953 och filosofie doktor 1957.
Perlmanns genomförde sina första forskningsinsatser inom utvecklingsbiologi från slutet av 1940-talet under John Runnström. Han studerade befruktningen i sjöborrar, som var en flitigt utnyttjad modellorganism vid denna tid. Perlmann använde immunologiska metoder för att undersöka makromolekyler på ytan av sjöborrarnas ägg, och dessa undersökningar låg till grund för hans doktorsavhandling. I slutet av 1950-talet började Perlmann intressera sig för människosjukdomar och immunologi som forskningsområde. Under 1960- och 1970-talen studerade han ulcerös kolit, som är en autoimmun sjukdom. Under 1970- och 1980-talen gjorde han också forskningsinsatser inom tumörimmunologi.
Perlmanns mest uppmärksammade forskningsinsats var utvecklingen av enzymkopplad immunadsorberande analys (ELISA), vilket skedde i samarbete med Eva Engvall, som då var hans doktorand. Deras första publikation om ELISA publicerades 1971. Av två av de tre artiklarna som publicerades i samband med lanseringen har citerats den ena citerats över 3 000 och den andra över 4 000 gånger.
Det första ämnesområde som visade stort intresse för ELISA (som då konkurrerade med den äldre metoden radioimmunologisk analys, RIA) var parasitologin. Detta ledde till att Perlmann i slutet av 1970-talet tillsammans med Hans Wigzell fick ett 8-årigt kontrakt med Rockefeller Foundation för att studera malariaparasiters immunreglering. Malariaforskningen kom därefter att bli det huvudsakliga intresset under återstoden av hans karriär. Under sin karriär som publicerande forskare som sträckte sig från 1953 till 2005 hann Perlmann publicera över 400 vetenskapliga artiklar.
Tillsammans med sin fru och forskarkollega Hedvig Perlmann fick han barnen Catharina och Thomas Perlmann.

## Utmärkelser
- 1977 - medicine hedersdoktor vid Karolinska Institutet.[7]
- 1978 - Emil von Behrings pris.
- 1983 - Björkénska priset.
- 1985 - Tyska immunologipriset.